# Bernhard Duhm
Bernhard Duhm (10 d'octubre de 1847 - † 1 de novembre de 1928) fou un teòleg alemany.
Estudià teologia a la Universitat de Göttingen, on tingué com a instructors Albrecht Ritschl, Heinrich Ewald i Julius Wellhausen, qui es convertí en un bon amic i col·lega. El 1873 va convertir-se en professor a Götingen i posteriorment professor associat d'estudis de l'Antic Testament. El 1888 es traslladà a la Universitat de Basilea, on fou un dels estudiosos més influents de l'Antic Testament del seu temps.
Duhm és recordat pel seu treball exegètic dels profetes de l'Antic Testament, en particular estudis sobre la complexitat dels llibres de Jeremies i Isaïes. En relació al Llibre d'Isaïes, que proporcionà una anàlisi en profunditat a la Deuterojesaja (Segon Isaïes, capítols 40-55) i l'anomenada Tritojesaja (Tercer Isaïes, capítols 56-66).

## Algunes publicacions
- Die Theologie der Propheten als Grundlage für die innere Entwicklungsgeschichte der israelitischen Religion, Bonn 1875 en línea
- Die Psalmen erklärt Mohr, Freiburg i. B. 1899 en línea
- Das Buch Jeremia erklärt, Mohr, Tibinga & Leipzig 1901 en línea
- Das Buch Jesaia übersetzt und erklärt, 2. verbesserte Aufl. Gotinga 1902 en línia
- Das Buch Jesaia übersetzt und erklärt (1892): HK III/1, 5a ed. Göttingen 1968. ISBN 3-5255-1656-8
- Israels Propheten. 2ª ed. Tibinga 1922